# 地峡颂
地峡颂（西班牙語：Himno Istmeño）在1906年被採用為巴拿馬共和國國歌。由赫罗尼莫·德·拉·奥萨（Jeronimo de la Ossa）作词，桑托斯·荷尔（Santos Jorge）赫作曲。

## 歌詞
| 原文 副歌 第1節 (副歌) 第2節 (副歌) | 中文翻譯 副歌 我们终于赢得了胜利， 在这联邦的快乐战地。 灿烂与辉煌照耀着你， 新生的国家多么亮丽。 第1節 有必要用簾布把过去的 髑髅地和十字架遮蔽， 让那和谐耀眼的光辉 装点在你蔚蓝的天空里。 就在悠扬悦耳的歌声里 进步把你的家园触及， 你看两大洋咆哮在脚下 那是光荣使命的依靠。 (副歌) 第2節 温暖的微风轻轻地亲吻 你装点着鲜花的大地， 兄弟般的友情取代了 战争的号角成为统治者。 以前只有铁铲和铁锤 伴随着我们紧张的劳动， 因此我们自豪的生活 在肥沃的哥伦布大地上。 (副歌) |